# Gomiščkovo zavetišče na Krnu
Gomiščkovo zavetišče (schron) na Krnu – schronisko turystyczne, które leży na południowym zboczu Krna, tuż pod szczytem o wysokości 2244 m n.p.m.

## Opis
Pierwsze schronisko na Krnie otwarła 5 sierpnia 1901 socka filia Słoweńskiego Towarzystwa Górskiego (słoweń. Slovensko planinsko društvo, SPD); nazwano je imieniem dra Krla Trillera w podzięce za jego ofiarność przy budowie; schronisko zimą 1905 zburzył śnieg. Zaplanowano nowe schronisko im. Gregorčiča, co przekreśliła I wojna światowa, kiedy Krn został centrum walk na sockim froncie. W 1950 zaczęło PD (Towarzystwo Górskie) Nova Gorica budować schron górski na fundamentach ruin pomnika, wybudowanego przez Włochów ku upamiętnieniu zdobycia Krna w 1915; otwarto je 16 września 1951 i nazwano je imieniem Ervina Gomiščka (1919-1950) z Solkana, który był jednym z najbardziej aktywnych budowniczych i który zginął w wypadku, gdy szedł zabezpieczyć schron przed zimą. Schron wielokrotnie przebudowywano, gruntownie zaś zaczęto go remontować w 1985, kiedy wybudowano też izbę zimową. We wrześniu 1986 wybudowano małą elektrownię wiatrową, w 1992 zaś dołączono ogniwa słoneczne i zasięg komórkowy.
Schron jest otwarty od początku czerwca do końca września. W pomieszczeniu dla gości jest miejsc, przed schronem zaś 20; we wspólnej noclegowni jest 50 miejsc; przestrzeń dla gości ogrzewana jest piecem; WC, umywalnia z zimną wodą; woda deszczowa, prąd, zasięg.

## Dostęp
Samochodem:
- droga lokalna z Kobarida przez Vrsną i wieś Krn (dotąd asfalt) na halę Kuhinja, do schronu – 3 h 30
- z Kobarida przez Drežnicę, wschodnim szlakiem przez łąki pod Kožljakiem – 6 h 30
- z Kobarida przez Drežnicę, zachodnim szlakiem drežnickim – 6 h
- z Tolmina przez Zatolmin, przez Mrzli vrh, hale Pretovč i Sleme oraz przełęcz Prag i Krnską Przepaść (škrbinę) – 9 h
- z Sočy przez Lepeną, koło schroniska przy Jeziorach Krnskich – 6 h 30
- z Bohinja, przez Komnę – 8 h

Autobusem:
- przystanek Kamno vas, przez wsie Vrsno i Krn oraz koło schroniska przy Jeziorach Krnskich – 6 h
- przystanek Savica, przez Komnę – 8 h
- przystanek Bohinj Zlatorog, przez Komnę – 8 h 45
- przystanek Lepena skrzyżowanie (križišče), po dolinie Lepeny oraz koło Jeziora Krnskiego – 8 h

## Sąsiednie obiekty turystyczne
- schronisko na hali Kuhinja (991 m), 2,30 h (szlak łatwy)
- dom górski przy Jeziorach Krnskich (1385 m), 2 h (szlak łatwy)
- schronisko na hali Razor (1315 m), Słoweńskim Szlakiem Górskim, 8 h (szlak łatwy)
- Krn (2244 m), 15 min (szlak łatwy)
- Batognica (2164 m), 30 min (szlak łatwy)